# シャラナヤ
シャラナヤ (Shalanaya) は、アイルランドで生産された競走馬である。G1競走の勝ち鞍は2009年のオペラ賞。

## 経歴

### 2009年（3歳）
5月18日に行われた競走馬デビュー戦はクリストフ・スミヨンが騎乗して3着、続く1ヵ月後の6月18日に行われたデビュー2戦目をマキシム・ギュイヨンが騎乗して制し初勝利を挙げた。その後2戦はスミヨンが騎乗して、8月には重賞競走初挑戦となるプシシェ賞 (G3) に出走したが5着、続く9月のリアンクール賞（準重賞）を制して2勝目を挙げた。
そして10月にはG1競走初挑戦となるオペラ賞に、初勝利時に騎乗していたギュイヨンを再び鞍上に迎えて出走することになった。当時目立った勝ち鞍のなかった当馬は7番人気の評価だったものの、当年のジャンロマネ賞勝ち馬で1番人気のアルピンローズ、当年のナッソーステークス勝ち馬でその後ブリーダーズカップ・フィリー&メアターフを制す2番人気のミッデイといった強豪馬らを相手に勝利し、G1競走初勝利を挙げた。
次走はブリーダーズカップ・フィリー&メアターフへの出走が視野に入れられていたが、出走には追加登録料が課せられるため、オペラ賞を制したことにより優先出走権を獲得したエリザベス女王杯に出走することとなった。同レースの出走馬では史上初の海外G1馬となる。11月5日に単独来日し、検疫はレースが京都競馬場で施行されることもあり、競馬学校ではなく三木ホースランドパークで受けた。迎えた11月15日のエリザベス女王杯では、鞍上に短期免許を取得中のクリストフ・ルメールを迎え、3番人気に支持された。レースでは後続に大差をつけて先行したクィーンスプマンテ・テイエムプリキュアを捉えることはできなかったが、ブエナビスタらと共に追い込み4着となった。なお同日に選出馬となっていたジャパンカップへの招待を受諾したことが発表されたが、その2日後に「来年も現役を続行することになったので休養する」との理由で招待辞退を発表した。

### 2010年（4歳）
5月2日のガネー賞から始動したが、カットラスベイの2着に敗れた。続く6月16日のプリンスオブウェールズステークスでは8着、8月22日のジャンロマネ賞では7着と惨敗続きだった。その後カナダに遠征し、10月16日のE.P.テイラーステークスでは3着に入線した。そのレースを最後に引退し、繁殖牝馬入りする。

## 競走成績
| 年月日 | 年月日 | 年月日 | 競馬場           | 競走名                  | 格 | 頭 数 | ゲート 番 | 馬 番 | オッズ （人気） | 着順 | 騎手         | 斤 量 | 距離（馬場）  | タイム （上3F） | 着/ タイム差 | 勝ち馬/（2着馬）       |
| 2009   | 5.     | 16     | メゾンラフィット | プロデューサー賞        |    | 17    | 4         | 2     | （3人）         | 3着  | C.スミヨン   | 57    | 芝2100m（重） | 2:21.2          | 1.1/2        | カラ                   |
|        | 6.     | 18     | ロンシャン       | シェフルヴィル賞        |    | 6     | 3         | 11    | 2.1（1人）      | 1着  | M.ギュイヨン | 55.5  | 芝2000m（稍） | 2:12.1          | 1.1/2        | （ゼルケリヤ）         |
|        | 8.     | 1      | ドーヴィル       | プシシェ賞              | G3 | 8     | 6         | 5     | （4人）         | 5着  | C.スミヨン   | 56    | 芝2000m（稍） | 2:05.5          | 3            | ボードミーティング     |
|        | 6.     | 28     | ロンシャン       | リアンクール賞          | LR | 12    | 10        | 3     | 3.5（1人）      | 1着  | C.スミヨン   | 56    | 芝2100m（良） | 2:14.1          | 3            | （ルシアナ）           |
|        | 10.    | 4      | ロンシャン       | オペラ賞                | G1 | 9     | 4         | 6     | 19.5（7人）     | 1着  | M.ギュイヨン | 54    | 芝2000m（良） | 2:01.8          | 1.1/2        | （ボードミーティング） |
|        | 11.    | 15     | 京都             | エリザベス女王杯        | GI | 18    | 5         | 10    | 10.4（3人）     | 4着  | C.ルメール   | 54    | 芝2200m（良） | 2:14.5 (33.4)   | 0.9          | クィーンスプマンテ     |
| 2010   | 5.     | 2      | ロンシャン       | ガネー賞                | G1 | 9     | 5         |       | （3人）         | 2着  | C.ルメール   | 56.5  | 芝2100m（良） |                 | 3/4          | カットラスベイ         |
|        | 6.     | 16     | アスコット       | プリンスオブウェールズS | G1 | 12    | 6         |       | （3人）         | 8着  | C.ルメール   | 56    | 芝10f（堅良） |                 | 4.3/4        | バイワード             |
|        | 8.     | 22     | ドーヴィル       | ジャンロマネ賞          | G1 | 8     | 8         |       | （2人）         | 7着  | G.モッセ     | 57    | 芝2000m（良） |                 | 4.1/4        | スタセリタ             |
|        | 10.    | 16     | ウッドバイン     | E.P.テイラーS           | G1 | 10    | 1         |       | （2人）         | 3着  | C.ルメール   | 56    | 芝10f（良）   |                 | 2.3/4        | レガーヌ               |

### 年度別競走成績
- 2009年（3歳） 6戦3勝
  - 1着 オペラ賞 (G1)
- 2010年（4歳） 4戦0勝
  - 2着 ガネー賞 (G1)
  - 3着 E.P.テイラーステークス (G1)

## 血統表
| シャラナヤの血統（ニジンスキー系 / 5代内アウトブリード） | シャラナヤの血統（ニジンスキー系 / 5代内アウトブリード） | シャラナヤの血統（ニジンスキー系 / 5代内アウトブリード） | （血統表の出典） | （血統表の出典） |
| 父 Lomitas 1988 栗毛                                     | 父の父Niniski 1976 鹿毛                                  | Nijinsky II                                              | Northern Dancer  | Northern Dancer  |
| 父 Lomitas 1988 栗毛                                     | 父の父Niniski 1976 鹿毛                                  | Nijinsky II                                              | Flaming Page     |                  |
| 父 Lomitas 1988 栗毛                                     | 父の父Niniski 1976 鹿毛                                  | Virginia Hills                                           | Tom Rolfe        | Tom Rolfe        |
| 父 Lomitas 1988 栗毛                                     | 父の父Niniski 1976 鹿毛                                  | Virginia Hills                                           | Ridin' Easy      |                  |
| 父 Lomitas 1988 栗毛                                     | 父の母La Colorada 1981 栗毛                              | Surumu                                                   | Literat          | Literat          |
| 父 Lomitas 1988 栗毛                                     | 父の母La Colorada 1981 栗毛                              | Surumu                                                   | Surama           |                  |
| 父 Lomitas 1988 栗毛                                     | 父の母La Colorada 1981 栗毛                              | La Dorada                                                | Kronzeuge        | Kronzeuge        |
| 父 Lomitas 1988 栗毛                                     | 父の母La Colorada 1981 栗毛                              | La Dorada                                                | Love In          |                  |
| 母 Shalamantika 1999 鹿毛                                | 母の父Nashwan 1986 栗毛                                  | Blushing Groom                                           | Red God          | Red God          |
| 母 Shalamantika 1999 鹿毛                                | 母の父Nashwan 1986 栗毛                                  | Blushing Groom                                           | Runaway Bride    |                  |
| 母 Shalamantika 1999 鹿毛                                | 母の父Nashwan 1986 栗毛                                  | Height of Fashion                                        | Bustino          | Bustino          |
| 母 Shalamantika 1999 鹿毛                                | 母の父Nashwan 1986 栗毛                                  | Height of Fashion                                        | Highclere        |                  |
| 母 Shalamantika 1999 鹿毛                                | 母の母Sharamana 1991 鹿毛                                | Darshaan                                                 | Shirley Heights  | Shirley Heights  |
| 母 Shalamantika 1999 鹿毛                                | 母の母Sharamana 1991 鹿毛                                | Darshaan                                                 | Delsy            |                  |
| 母 Shalamantika 1999 鹿毛                                | 母の母Sharamana 1991 鹿毛                                | Sharmeen                                                 | Val de Loir      | Val de Loir      |
| 母 Shalamantika 1999 鹿毛                                | 母の母Sharamana 1991 鹿毛                                | Sharmeen                                                 | Nasreen F-No.9-c |                  |

### 血統背景
- 祖母、シャラマナ（重賞競走1勝）
- 大伯父（祖母の半兄）、シャーガー（1981年ダービーステークスなどG1競走3勝、他重賞競走2勝）